# Mulzencab

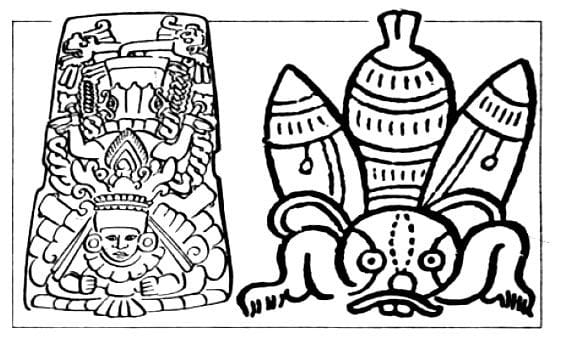
Mulzencab o Ah Muzen Cab, dios maya de las abejas y la miel

Mulzencab es el nombre en idioma maya atribuido por los mayas yucatecos a los dioses abejas (kab en lengua maya significa abeja) que participaron en la creación del mundo, de acuerdo a su propia mitología.

## Datos históricos
Ralph L. Roys (1879 - 1965), historiador estadounidense especializado en la cultura maya de Yucatán, afirma que Mulzencab fue la deidad que aparece con la cabeza abajo y a quien suele llamarse el dios descendente. Se ha encontrado su representación modelada en estuco en algunos yacimientos arqueológicos de la costa oriental de la península de Yucatán, en varias fachadas de Cobá y de Tulum. Roys afirma también que los mayas de esa región creyeron que los Mulzencab habitaron allí.